# Victor Costello
Pour les articles homonymes, voir Costello.
Pas d'image ? Cliquez ici

a Compétitions nationales et continentales officielles uniquement.

b Matchs officiels uniquement.
Victor Costello, né le 23 octobre 1970 à Stepaside (Irlande), est un joueur international irlandais de rugby à XV, qui a joué avec la province du Connacht, du Leinster et avec les London Irish, évoluant au poste de troisième ligne aile (1,95 m et 121 kg).

## Carrière
Victor Costello connaît sa première cape internationale à l'occasion d’un match, le 6 janvier 1996 contre l'équipe des États-Unis. 
Il participe au Tournoi des Cinq/Six Nations entre 1996 et 2004.
Costello dispute la Coupe du monde 2003 (3 matchs disputés, un essai marqué).
Il joue avec la province du Leinster en Coupe d'Europe (57 matchs de 1995 à 2005) et dans la Ligue Celtique.

## Palmarès
- 39 sélections
- Sélections par année : 5 en 1996, 2 en 1997, 9 en 1998, 6 en 1999, 3 en 2002, 10 en 2003 et 4 en 2004
- Tournois des Cinq/Six Nations disputés : 1996, 1998, 1999, 2002, 2003, 2004
- Participation à la Coupe du monde en 2003.